# Шинка-Веке
Шинка-Веке (рум. Șinca Veche) — село у повіті Брашов в Румунії. Адміністративний центр комуни Шинка.
Село розташоване на відстані 164 км на північний захід від Бухареста, 36 км на захід від Брашова.

## Населення
За даними перепису населення 2002 року у селі проживали 917 осіб.
Національний склад населення села:
| Національність | Кількість осіб | Відсоток |
| -------------- | -------------- | -------- |
| румуни         | 898            | 97,9 %   |
| цигани         | 13             | 1,4 %    |
| угорці         | 6              | 0,7 %    |

Рідною мовою назвали:
| Мова      | Кількість осіб | Відсоток |
| --------- | -------------- | -------- |
| румунська | 903            | 98,5 %   |
| циганська | 8              | 0,9 %    |
| угорська  | 6              | 0,7 %    |